# Jean-Baptiste Dubourg-Miroudot
Jean-Baptiste Dubourg-Miroudot (* 17. November 1717 in Vesoul; † 22./23. Mai 1798 in Paris) war französischer Generalkonsul in Bagdad und Bischof von Babylon.

## Leben
Dubourg-Miroudot oder Du Bourg-Miroudot trat 1741 in die Zisterzienserabtei Morimond ein, wurde später aber auch in anderen Klöstern eingesetzt, u. a. 1763 in Cîteaux. 1771 nahm er als Delegierter am Generalkapitel teil. 1775 ernannte ihn König Ludwig XVI. zum französischen Konsul in Bagdad und lateinischen Bischof von Babylon, zu dem er am 21. Juni 1776 von Erzbischof Raymond de Durfort geweiht wurde. Miroudout trat sein Amt jedoch niemals an. 1781 stach er zwar auf Befehl des Königs in Marseille in See, kehrte jedoch krankheitsbedingt in Aleppo wieder um und wurde 1783 schließlich als Generalkonsul entlassen.
Nach 1789 stellte er sich in den Dienst der Revolutionäre und gehörte zu den sieben Bischöfen, die den Eid auf die Zivilverfassung des Klerus ablegten. 1791 assistierte er Talleyrand bei der Weihe der ersten beiden konstitutionellen Bischöfe und wurde dafür vom Papst suspendiert. Er starb verarmt in der Nacht vom 22. auf den 23. Mai 1798 in Paris.
In den 1750er-Jahren hatte sich Miroudot mit dem Anbau von Raygras oder Weidelgras befasst und darüber eine Anleitung verfasst, die auch ins Deutsche übersetzt wurde.

## Werke
- Mémoire sur le ray-grass ou faux-seigle. Nancy 1760 (Digitalisat)